# Batári Gábor
Batári Gábor (Budapest, 1967. március 9. –) magyar költő, író, újságíró.

## Életpályája
Szülei: Batári Gyula (1933-) történész és Mérő Éva. 1987-1993 között a Budapesti Tanítóképző Főiskola hallgatója volt. 1990 óta közli cikkeit. 1990-1991 között a Vitéz János Római Katolikus Tanítóképző Főiskola újságírás szakán tanult. 1991-1992 között a Pillanat című lap szerkesztőbizottsági tagja volt. 1994-ben tanárként dolgozott. 1995-ben nevelőtanár volt. 1995-1998 között a Littera Nova Kiadó szerkesztője és grafikusa volt. 1998 óta az Alterra Kiadó irodalmi szerkesztője, 1999 óta főszerkesztője. 2007 óta a Károli Gáspár Református Egyetem Hittudományi Karán protestáns teológus szakán tanul.

## Művei
- Üzenet Kháronnak (versek, 1994)
- Egy gramm metagrammatika. Zömében apokrif epiphániák; Littera Nova, Bp., 1994 (Kortárs magyar írók sorozat)
- Napóra, földiektől égieknek (versek, 1997)
- Bevezetés Platón koponyájába (versek, 2003)
- Batariversum. Summa poeticae; Alterra, Bp., 2008
- Pustula moderna. Egy XXI. századi lányregény, avagy a XXI. század enciklopédiája; Napkút, Bp., 2010
- Antológia. 15. év jubileumi kiadás; fel. szerk. Batári Gábor; Alterra, Bp., 2011
- Széll Zsófia, Tóth Irén, Szappanos Gábor, Batári Gábor; NapSziget a Művészetekért Alapítvány, Bp., 2014 (4 az 1-ben)
- Profán Litániák (versek, 2023)